# Paraiemea vishnuae
Paraiemea vishnuae is een vliesvleugelig insect uit de familie van de Pteromalidae. De wetenschappelijke naam werd voor het eerst geldig gepubliceerd in 1998 door Sureshan & Narendran.